# The Spy Who Learned Me
«The Spy Who Learned Me» (укр. «Шпигун, який мене вчив») — двадцята серія двадцять третього сезону мультсеріалу «Сімпсони», прем'єра якої відбулась 6 травня 2012 року у США на телеканалі «Fox».

## Сюжет
Гомер і Мардж дивляться фільм про супершпигуна Страдіваріуса Кейна, і під час перегляду Гомер весь час коментує. Поведінка чоловіка злить Мардж.
У Спрінґфілдській початковій школі директор Скіннер повідомляє всім, що для того, щоб скоротити ганебні відео про вчителів на «YouTube», вирішено забрати в учнів смартфони. Також, для безпеки учні повинні покласти свої гроші на тарілку. Однак, коли вони виходять, Нельсон їх вкраде. Барта це дратує.
Наступного дня, коли на АЕС Гомер стоїть на драбині, в неї на міні-авто врізається містер Бернс. Гомер падає на землю, через що отримує струс мозку. В результаті Сімпсон також заробляє вісім тижнів оплачуваної відпустки. Коли Гомер повертається додому і хоче розповісти новини своїй родині, то розуміє, що всі на нього злі. Він вирішує тримати це в таємниці та просто ходити по справах.
У початковій школі клас Барта дивиться документальний фільм Деклана Десмонда про те, як Десмонд протягом місяця їсть лише фаст-фуд з «Красті Бургера». В результаті наприкінці місяця у нього виявили ожиріння. Це надихає Барта годувати Нельсона Красті-бургерами, допоки той не стане занадто товстим і ледачим для цькування.
Тим часом, коли посеред дня Гомер випиває у Мо, і бачить по телевізору Страдіваріуса Кейна, той несподівано з'являється біля Гомера. Кейн пояснює, що є його уявним другом, викликаний струсом мозку, який хоче допомогти йому стати кращим чоловіком.
У школі, коли Нельсон вчергове краде гроші на обід, Барт дає йому фаст-фуд, а також купони на безкоштовні гамбургери. У новинах у репортажі про дитяче ожиріння зображено Нельсон. Ліса розуміє, що Нельсон погладшав через Барта.
Гомер відвідує бар, де Страдіваріуса говорить Гомерові спробувати пофліртувати з дамою, і, зрештою, йому це вдається. Хлопець дами бачить це і готується застрелити Гомера, але останньому вдається послабити суперника і втекти.
Тим часом Мардж їде на електростанцію, де Ленні повідомляє їй, що Гомера не було вже шість тижнів після того, як він отримав відпустку. Коли Гомер повертається додому, він зустрічає Мардж, яка сидить біля вхідних дверей. Вона запитує його про його відсутність на роботі. За порадою Страдіваріуса Кейна, Гомер розповідає дружині правду, чому він брехав. На щастя, Мардж приймає це.
Гомер веде Мардж на побачення до клуба, де вона виявляє, що він справді став кращим. У клубі вони зустрічають чоловіка, якого знову розлютив Гомер. Той готується застрелити Сімпсона, але його дівчина відволікає нападника. Гомер і Мардж ховаються від, щоб придумати план. Гомер розповідає Мардж, що сталося, і розуміє, що знову повинен звернутися за допомогою до Страдіваріуса. Після поради Кейна Гомер використовує те саме речення, з яким фліртував до дівчини нападника, проти нього самого. Це заспокоює чоловіка. Страдіваріус Кейн каже, що його робота виконана, і зникає з поля зору Гомера. Після цього Гомер і Мардж продовжують побачення.
Тим часом Ліса відводить Нельсона до Красті, який як компенсацію за ожиріння позичає свого особистого тренера. Згодом, коли у школі ботани святкують відсутність цькування, повертається Нельсон, більший і сильніший, ніж раніше. Він знову починає цькуати учнів. Барт запитує сестру, чому вона це зробила, і Ліса відповідає, що «він жорсткий до ботанів, але добрий до очей».

## Виробництво
У серпні 2011 року було оголошено, що Браян Кренстон гратиме шпигуна Страдіваріуса Кейна, якого Гомер бачитиме після травми голови.

## Цікаві факти і культурні відсилання
- Страдіваріус Кейн є відсиланням до Джеймса Бонда[2][3].
  - Назва серії є відсиланням до одного з фільмів про Джеймса Бонда «Шпигун, який мене кохав» (англ. «The Spy Who Loved Me») 1977 року.
- Документалка Деклана Десмонда є пародією на документальний фільм «Super Size Me» (укр. «Подвійна порція») Моргана Спарлока, в якому документаліст протягом місяця харчувався лише фаст-фудом[2][3].

## Ставлення критиків і глядачів
Під час прем'єри серію переглянули 4,84 млн осіб з рейтингом 2.2, що зробило її другим найпопулярнішим шоу на каналі «Fox» тієї ночі, після «Сім'янина».
Ровен Кайзер з «The A.V. Club» дав серії оцінку B+, сказавши:
|  | Коли «Сімпсони» працюють добре, все здається таким простим. Ось пряма емоційна історія: Гомер — хам, Мардж злиться, Гомер робить божевільні речі, щоб повернути її (…) Здебільшого серія працює так: обговорення структури робить її втомленою; роздуми про динаміку персонажа робить це зайвим; але на це просто весело дивитися. Сім'я Сімпсонів вся в чудовій формі, і жарти частіше спрацьовують. Це успіх. |

Тереза Лопес з «TV Fanatic» дала серії три з половиною з п'яти зірок, сказавши, що «іноді другорядний сюжет набагато смішніший за основний, що, звичайно, стосується „The Spy Who Learned Me“. Мене було дуже важко розважити струсом мозку Гомера і наступними галюцинаціями, через що Барт і Нельсон підтримували шоу».
У лютому 2013 року сценарист Марк Вілмор здобув премію «NAACP Image Award» за написання сценарія цієї серії.
Згідно з голосуванням на сайті The NoHomers Club більшість фанатів оцінили серію на 3/5 із середньою оцінкою 3,11/5.